# Călin Georgescu
Călin Georgescu, född 26 mars 1962, är en högerextrem rumänsk politiker och agronom.
Den pro-ryske Georgescu avsåg ställa upp i presidentvalet i maj 2025 (efter ett val i december 2024 som ogiltigförklarades efter misstankar om rysk inblandning till Georgescus fördel) men den rumänska valmyndigheten fattade 9 mars beslutet att inte låta Georgescu ställa upp. 